# Birgit Th. Sparre
Birgit Thomaeus Sparre, nacida Birgit Signe Julia Fredrique Thomæus, (Flen, 23 de junio de 1903 - Ulricehamn, 19 de septiembre de 1984) fue una escritora sueca con gran interés por el mundo hispano.

## Biografía
Birgit Th. Sparre nació de padres desconocidos. Fue adoptada por los condes Carl George Sparre (1850-1920) y Signe (1871-1955), nacidos Thomaeus. Nunca supo quiénes fueron sus padres biológicos, a pesar de las especulaciones y de sus investigaciones. 
Se crio en Sjöred, donde vivió hasta 1920. A la muerte de su padre adoptivo, las dos mujeres se trasladaron a la recién construida Åsundsholm, tras vender Sjöred. Fue en Åsundsholm donde Sparre escribió su obra, en una máquina de escribir que aún se conserva.  
En 1937 se casó con Carl Theodor Thäberg, con quien tuvo dos hijos. Tras el divorcio, volvió a casarse con el escritor  Path Cederholm en 1955. Su estilo de vida extravagante terminó en divorcio en 1957, y en graves problemas financieros que le llevaron a tener que vender Åsundsholm en 1959. Sparre murió en Ulricehamn en 1984. 

## Obra literaria
Birgit Th. Sparre publicó 33 libros. El primero cuando tenía 22 años y el último a la edad de 73 años. Su popularidad en Suecia se basa en la serie de 20 novelas Gårdarna runt sjön ("Granjas alrededor del lago"), que están ambientadas alrededor del lago Åsunden, en su región de origen, y en el distrito de Ulricehamn. Cuatro de las novelas cuentan su versión de la historia de Elvira Madigan. 

### Hispanista
Entre su obra destacan algunas obras dedicados al mundo hispano, ya que, desde muy joven, hizo viajes de gran lujo a diferentes lugares de España. Su primer libro está basado en su estancia en Tenerife. Lleva por título Ön av eld och lava ("La isla de fuego y lava", 1925). En la década de los 30 publica la novela Maria del Carmen y visita Madrid, donde se relaciona con los círculos intelectuales. Publica una entrevista con Valle-Inclán en la prensa sueca. En 1934 publica un cuento "La cabeza de Cristo" en castellano en la revista Lecturas, de Madrid. 